# Toni-Areal

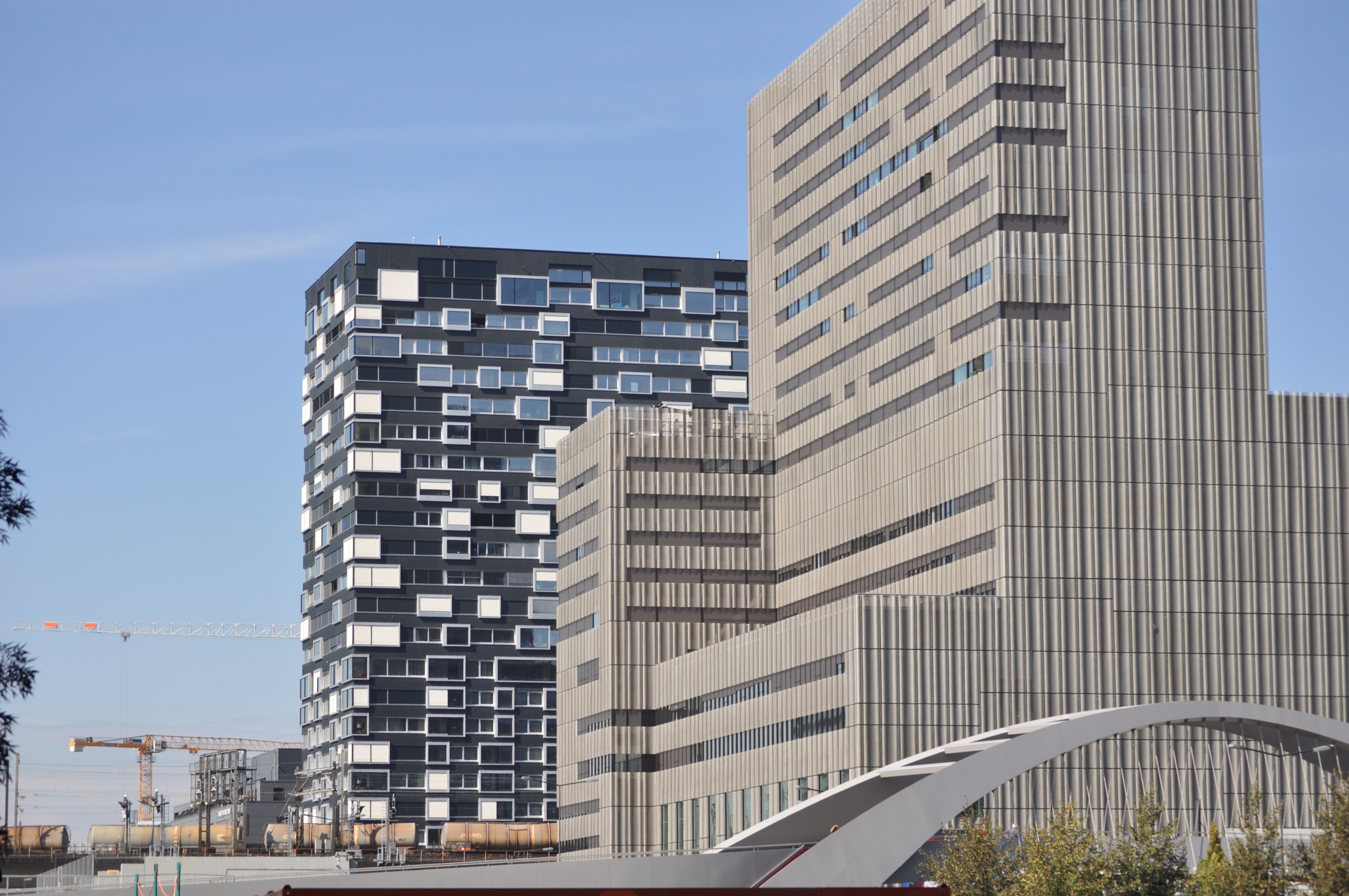
Das Toni-Areal nach dem Umbau, 2014

Das Toni-Areal ist ein Gebäudekomplex an der Pfingstweidstrasse in Zürich-West. Wo früher die Toni-Molkerei (später Swiss Dairy Food) ihre Produktion hatte, befindet sich heute ein Hochschul-Campus, in den im Herbst 2014 die Zürcher Hochschule der Künste (ZHdK) und Teile der Zürcher Hochschule für Angewandte Wissenschaften (ZHAW) (Departemente Angewandte Psychologie und Soziale Arbeit) einzogen.

## Geschichte

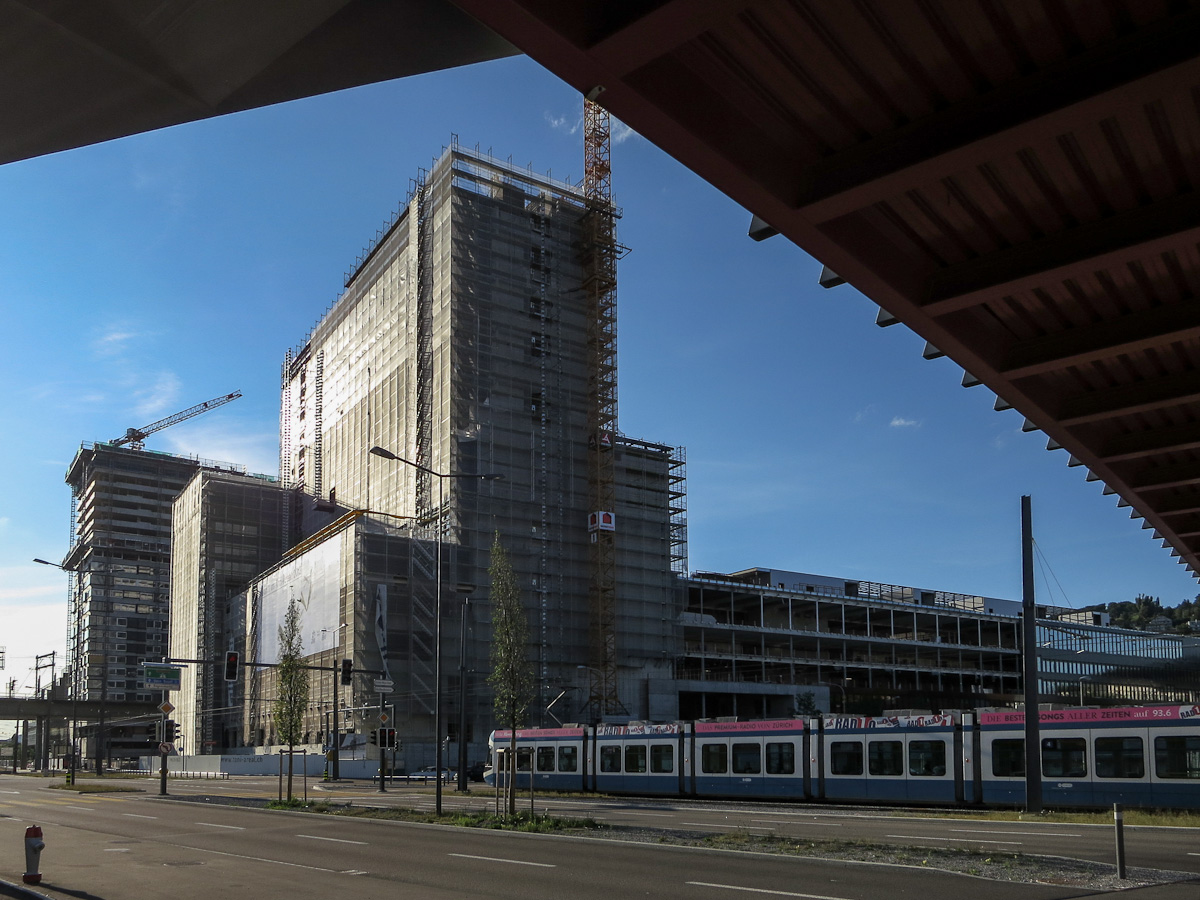
Toni-Areal während des Umbaus im Juli 2012

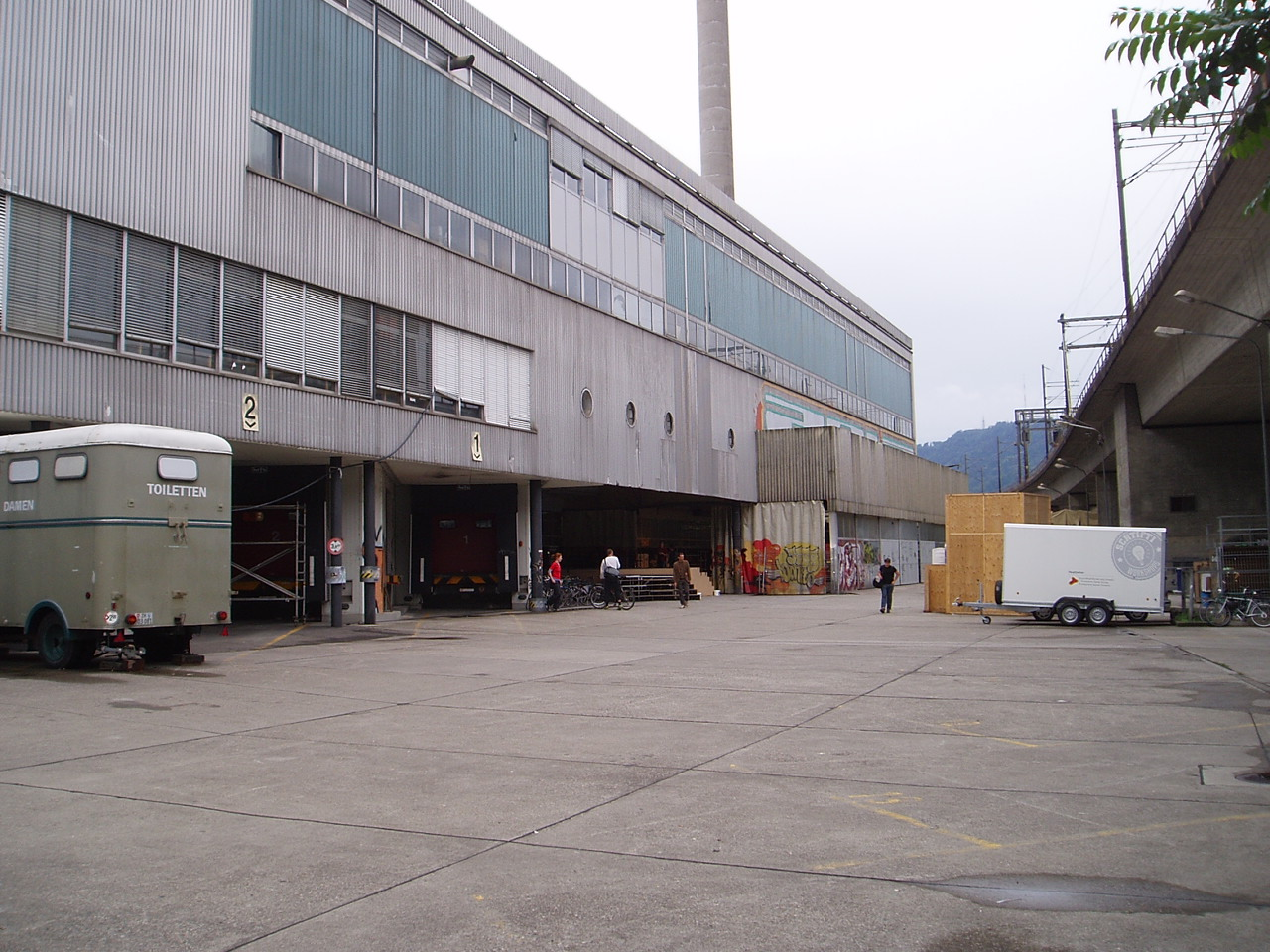
Toni-Areal vor dem Umbau 2007

Die Pfingstweidstrasse in Zürich-West war trotz der Lage inmitten des Industriequartiers lange nicht bebaut. Erst 1977 wurde nach fünf Jahren Bauzeit die Toni-Molkerei eröffnet. Sie war damals der grösste europäische Milchverarbeitungsbetrieb, in dem täglich bis zu eine Million Liter Milch verarbeitet wurden. 1999 beschloss die Swiss Dairy Food, in der die Toni aufgegangen war, die Toni-Molkerei stillzulegen. Der Betrieb wurde 2000 liquidiert und nach Gossau SG verlegt. 
Die neue Besitzerin, die Zürcher Kantonalbank (ZKB), wollte das Gebäude in einen Bürokomplex umbauen. Da zu Beginn des neuen Jahrtausends viele Büros leerstanden, liess die ZKB diesen Plan fallen und gab das Areal zur kulturellen Zwischennutzung frei. Clubs wie das Rohstofflager, die Tonimolkerei und die Dachkantine nahmen den Betrieb auf. Daneben fanden Events, Kunstausstellungen und Sportturniere statt.
2005 wurde beschlossen, das Toni-Areal als Campus für die Zürcher Fachhochschule zu nutzen. Nach einigen juristischen Auseinandersetzungen begann Anfang 2011 der definitive Umbau, der vom Zürcher Architekturbüro EM2N geplant und durch die Generalunternehmung Allreal durchgeführt wurde. Zusätzlich wurde ein Turm mit 90 Wohnungen in 22 Stockwerken auf den Campus-Komplex gebaut.
Mit dem Boom von Zürich-West erhielt die Tramlinie 4 der VBZ im Dezember 2011 eine neue Streckenführung: Sie biegt seither am Escher-Wyss-Platz ab und wird über die Pfingstweidstrasse zum Bahnhof Zürich Altstetten geführt. Unmittelbar vor dem Toni-Areal liegt eine Haltestelle, die auch diesen Namen trägt.
Der auf Herbst 2013 geplante Einzug der Zürcher Hochschule der Künste (ZHdK) sowie der Departemente Soziale Arbeit und Angewandte Psychologie der Zürcher Hochschule für Angewandte Wissenschaften (ZHAW) wurde im Februar 2013 wegen baulicher Verzögerungen um ein Jahr verschoben. Im Sommer 2014 zogen die beiden Hochschulen in das Gebäude ein; der Campus wurde am 12. September 2014 unter anderem durch Regierungsrätin Regine Aeppli offiziell eröffnet. Am 16. September begann das erste Semester im Toni-Areal.

## Infrastruktur
Auf dem Campus gibt es verschiedene studienbegleitende und ausserschulische Einrichtungen.
Werkstätten
Das Areal beinhaltet neun Fachwerkstätten (Holz, Kunststoff, Modellbau, Keramik, Metall, Papier, Siebdruck, manuelle Drucktechnik und Textil), die von Fachpersonen beaufsichtigt werden. 
Verpflegungsmöglichkeiten
Es gibt das Bistro Chez Toni, das Momento Caffè & Take Away, das Kafi Z und die Mehrspur Bar. Weiter stehen diverse Foodtrucks zur Verfügung. 
Geschäfte
Der ITZ Shop bietet Studierenden günstig IT-Produkte an.
Museum
Das Museum für Gestaltung Zürich verfügt im Toni-Areal über einen zweiten Standort. Es schlägt eine Brücke zwischen Lehre und Forschung, präsentiert experimentelle Projekte und kommentiert aktuelle Designdebatten. 
Musikklub
Das Mehrspur ist ein Musikklub, eine Galerie, sowie eine Bar im Toni-Areal. Es dient als Auftrittsort für aufstrebende und etablierte Künstlerinnen und Künstler aus verschiedenen Genres. Besonders Jazz- und Popstudierende der Zürcher Hochschule der Künste (ZHdK) sammeln hier erste Bühnenerfahrungen. Das Mehrspur bietet eine Plattform für lokale und internationale Acts und fördert die Vielfalt der Musikszene. Es finden auch Kunstausstellungen im Mehrspur statt.